# Calycopis lerbela
Calycopis lerbela är en fjärilsart som beskrevs av William D. Field 1967. Calycopis lerbela ingår i släktet Calycopis och familjen juvelvingar. Inga underarter finns listade i Catalogue of Life.